# Enojec
Enojec je naziv za čoln, namenjen tekmovalnemu veslanju in naziv discipline, v kateri taki čolni tekmujejo.
Enojec poganja en veslač, ki v vsaki roki drži po eno veslo, s katerim poganja čoln po vodi. Veslač sedi v čolnu s hrbtom obrnjen v smer vožnje. Podoben, le nekoliko širši čoln, ki pa je namenjen vožnji po bolj razburkani vodi ter prevažanju tovora, se imenuje skif. Kljub temu, da med čolnoma obstajajo veliek razlike se še vedno pogosto dogaja, da se izraza mešata.
Enojec je v pravilih Mednarodne veslaške zveze natančno opredeljen in je že od samega začetka tudi olimpijska disciplina. Minimalna masa čolna je 14 kg (30.8lbs), povprečna dolžina pa okoli 8,2 m (27ft).
Enojec je druga najpočasnejša disciplina v športnem veslanju, med tekmovalci pa velja za najtežjo tako s psihološkega kot fizičnega vidika. Prav zato se o enojcu večkrat govori kot o kraljevski disciplini v veslanju.
 Enojce večkrat uporabljajo za trening ekipnih veslačev. Predvsem so primerni za vaje koordinacije in tehnike. Razlog za to tiči v tem, da se v enojcu hitro odkrijejo vse napake, ki jih dela tekmovalec. Kljub temu je velika razlika med čolni, ki za premikanje uporabljajo po eno veslo na tekmovalca in tako imenovanimi dvojnimi čolni, kjer ima veslač v vsaki roki po eno veslo. Prav zato tekmovalci, ki so vajeni enega vesla ne obvladajo tehnike dvojnih čolnov.